# RV & AV Excelsior in het seizoen 1966/67
Het seizoen 1966/1967 was het 13e jaar in het bestaan van de Rotterdamse betaaldvoetbalclub Excelsior. De club kwam uit in de Tweede divisie en eindigde daarin op de negende plaats.

## Wedstrijdstatistieken

### Tweede divisie
|       | AGOVV | Baronie | EDO   | Fortuna | Gooiland | Haarlem | Heerenveen | Helmondia '55 | Hermes DVS | Hilversum | HVC   | Limburgia | NOAD  | PEC   | Roda JC | Tubantia | Veendam | FC VVV | Wageningen | Wilhelmina | ZFC   | Zwolsche Boys |
| ----- | ----- | ------- | ----- | ------- | -------- | ------- | ---------- | ------------- | ---------- | --------- | ----- | --------- | ----- | ----- | ------- | -------- | ------- | ------ | ---------- | ---------- | ----- | ------------- |
| Thuis | 0 – 2 | 4 – 1   | 2 – 1 | 1 – 1   | 2 – 1    | 1 – 1   | 4 – 1      | 1 – 1         | 3 – 2      | 2 – 1     | 3 – 0 | 0 – 0     | 1 – 0 | 4 – 3 | 1 – 1   | 2 – 1    | 4 – 1   | 1 – 1  | 1 – 0      | 1 – 1      | 1 – 0 | 3 – 1         |
| Uit   | 1 – 0 | 3 – 1   | 1 – 0 | 3 – 1   | 0 – 1    | 1 – 2   | 2 – 3      | 2 – 0         | 4 – 1      | 2 – 1     | 1 – 0 | 1 – 3     | 0 – 5 | 2 – 0 | 1 – 1   | 0 – 4    | 1 – 0   | 3 – 2  | 3 – 1      | 0 – 1      | 0 – 0 | 1 – 0         |

## Statistieken Excelsior 1966/1967

### Eindstand Excelsior in de Nederlandse Tweede divisie 1966 / 1967
| Stand | Gespeeld | Gewonnen | Gelijk | Verloren | Punten | Doelpunten voor | Doelpunten tegen |
| ----- | -------- | -------- | ------ | -------- | ------ | --------------- | ---------------- |
| 9e    | 44       | 21       | 9      | 14       | 51     | 69              | 53               |

### Topscorers
| Competitie \| # \| Naam \| \| \| -------------- \| --------------------- \| -- \| \| 1. \| Dick Beek \| 21 \| \| 2. \| Hans Bassant \| 8 \| \| 3. \| Joop Stuivenberg \| 6 \| \| 3. \| Gerard Weber \| 6 \| \| 5. \| Piet Luck \| 5 \| \| 6. \| Rinus Brand \| 4 \| \| 6. \| Freek Mühlenbruch \| 4 \| \| 6. \| George Velberg \| 4 \| \| 9. \| André Korsten \| 3 \| \| 10. \| Aad den Butter \| 2 \| \| 10. \| Joop Munne \| 2 \| \| 12. \| Gerrit den Butter \| 1 \| \| 12. \| Arie Kalkman \| 1 \| \| 12. \| Rinus van der Stoep \| 1 \| \| Eigen doelpunt \| \| \| \| 1. \| Gerrit Brugmans (PEC) \| 1 \| \| Totaal \| Totaal \| 69 \| |                       |      |
| # | Naam                  | Goal |
| 1. | Dick Beek             | 21   |
| 2. | Hans Bassant          | 8    |
| 3. | Joop Stuivenberg      | 6    |
| 3. | Gerard Weber          | 6    |
| 5. | Piet Luck             | 5    |
| 6. | Rinus Brand           | 4    |
| 6. | Freek Mühlenbruch     | 4    |
| 6. | George Velberg        | 4    |
| 9. | André Korsten         | 3    |
| 10. | Aad den Butter        | 2    |
| 10. | Joop Munne            | 2    |
| 12. | Gerrit den Butter     | 1    |
| 12. | Arie Kalkman          | 1    |
| 12. | Rinus van der Stoep   | 1    |
| Eigen doelpunt |                       |      |
| 1. | Gerrit Brugmans (PEC) | 1    |
| Totaal | Totaal                | 69   |

## Voetnoten
AGOVV · Baronie · EDO · Excelsior · Fortuna · Gooiland · Haarlem · Heerenveen · Helmondia '55 · Hermes DVS · Hilversum · HVC · Limburgia · NOAD · PEC · Roda JC · Tubantia · Veendam · FC VVV · Wageningen · Wilhelmina · ZFC · Zwolsche Boys